# Tietê
Tietê è un comune del Brasile nello Stato di San Paolo, parte della mesoregione di Piracicaba e della microregione omonima.

## Curiosità
Gran parte della popolazione è di discendenza italiana, più noti sono i cognomi: Bertola, Mazzer, Tomasella, Uliana, Franzini, Nicolosi, Brandolisi, Belli, Giacomazzi, Cancian ecc.